# Carla Barnett (politicus)
Carla Natalie Barnett, (Belize City, 16 februari 1958) is een Belizaanse econoom en politicus die verschillende functies bij internationale banken vervulde. Sinds augustus 2021 is zij secretaris-generaal van de intergouvernementele Caribische Gemeenschap (Caricom) met vijftien lidstaten.

## Biografie
Barnett behaalde de graad van bachelor aan de University of the West Indies (UWI) en van master aan de University of Western Ontario in Canada, beide in het vak economie. In 1990 promoveerde ze op een sociologisch proefschrift aan de UWI Mona Campus in Jamaica.
Van 1989 tot 1990 was ze econoom bij de Caraïbische Ontwikkelingsbank. In 1991 werd ze vicegouverneur van de Centrale Bank van Belize waar ze aanbleef tot 1996. In 1997 werd ze plaatsvervangend secretaris-generaal van de Caricom. Van 2004 tot 2007 was ze minister van Financiën in haar eigen land. Vanaf 2012 tot 2014 ze weer bij de Caraïbische Ontwikkelingsbank, dit keer als leidinggevende bedrijfsvoering. In al deze functies was ze de eerste vrouw die de positie innam en trok daarmee een spoor voor vrouwen na haar.
Ze werkte voor een aantal multilaterale en bilaterale organisaties in de Caricomregio als consultant, waaronder voor de Inter-Amerikaanse Ontwikkelingsbank, de Canadian International Development Agency (nu Global Affairs Canada), het Britse Department for International Development en het VN-Ontwikkelingsprogramma. Ze is een pleitbezorger van gendergelijkheid. Ze is lid van het Caribbean Institute of Women in Leadership (CIWiL) is was een voorzitter van de YWCA in Belize.
In 2015 was Barnett verkiesbaar voor een zetel in het Huis van Afgevaardigden van Belize voor de Verenigde Democratische Partij (UDP) voor de kieskring Freetown, maar verloor toen van de toenmalige oppositieleider. Desalniettemin werd ze door premier Dean Barrow benoemd tot vicevoorzitter van de senaat. Op 30 augustus 2016 werd minister van Financiën en 10 augustus 2017 kreeg ze ook de verantwoordelijkheid over natuurlijke hulpbronnen. Tijdens een kabinetsherschikking stond ze op 12 april 2018 de portefeuille voor natuurlijke hulpbronnen weer af en kreeg daarvoor in de plaats de portefeuilles voor arbeid, lokaal bestuur en plattelandsontwikkeling.
In mei 2021 werd Barnett door de regeringsleiders van de Caricom unaniem benoemd tot secretaris-generaal. Ze trad aan in deze functie op 16 augustus 2021.

## Onderscheiding
- 2005:  Commandant in de Orde van het Britse Rijk (CBE)